# Moissei Alexandrowitsch Markow
Moissei Alexandrowitsch Markow (russisch Моисей Александрович Марков, englische Transkription Moisey Alexandrovich Markov; * 13. Mai 1908 in Rasskasowo; † 1. November 1994 in Moskau) war ein russischer theoretischer Physiker.

## Leben
Markow studierte an der Lomonossow-Universität mit dem Abschluss 1930 und war ab 1934 am Lebedew-Institut. 1956 bis 1962 leitete er das Labor für Neutrinophysik am JINR in Dubna. Er war einer der Gründer des Instituts für Kernforschung (INR) der Russischen Akademie der Wissenschaften. Er war in dessen Rat und im Rat des JINR.
Er befasste sich mit Elementarteilchenphysik und Kernphysik, später auch mit Philosophie und schriftstellerischer Tätigkeit.
1940 entwickelte er eine nichtlokale Feldtheorie, in der Felder und Koordinaten nicht miteinander tauschen. 1953 entwickelte er ein Modell zusammengesetzter Hadronen und sagte damit 1955 Hadron-Resonanzen voraus.
In den 1960er Jahren gab es Theorien, dass Elementarteilchen aus schwereren Teilchen zusammengesetzt sind, diese wiederum aus schwereren Teilchen und so weiter, wobei sich leichtere Massen der gebundenen Systeme aufgrund des relativistischen Massendefekts der stark wechselwirkenden Basisteilchen ergeben. Markow argumentierte, dass es in diesem Fall aufgrund des Gravitationskollapses Teilchen maximaler Masse geben müsste, die er „Maximonen“ nannte. Umgekehrt sah er eine Verbindung zwischen Mikrowelt und Kosmologie in der Vorstellung von „Friedmonen“, Universen, die sich wie Elementarteilchen verhalten, wenn aufgrund der gravitativen Wechselwirkung ein so hoher Massendefekt auftritt, dass ihre Gesamtmasse sehr klein wird.
Schon 1963 schlug er vor, dass der elastische Streuquerschnitt von Lepton-Nukleon-Streuung bei hohen Energien als Streuung an Punktzentren beschrieben werden kann, eine Vorwegnahme des Parton-Konzepts, das Ende der 1960er Jahre von Richard Feynman eingeführt wurde.
1960 schlug er die Entwicklung von Unterwasser-Neutrinoteleskopen vor (später im Baikalsee in der Sowjetunion realisiert) und Ende der 1950er Jahre von Untergrund-Neutrinoobservatorien. 1970 initiierte er den Bau des ersten Neutrinoobservatoriums in der Sowjetunion bei Baksan im Kaukasus.
Er war seit 1953 korrespondierendes und seit 1966 volles Mitglied der Russischen Akademie der Wissenschaften und war 1968 bis 1988 Sekretär von dessen Abteilung für Kernphysik. Er war Held der Sozialistischen Arbeit und erhielt drei Leninorden.
1973 bis 1987 war er Vorsitzender des russischen Pugwash-Komitees.
Nach ihm ist der Markow-Preis des INR benannt.